# Can Lleó (Sant Martí Sarroca)
Can Lleó' és una masia noucentista del municipi de Sant Martí Sarroca (Alt Penedès) protegida com a bé cultural d'interès local, així com la seva capella del Roser neoclassicista.
Can Lleó dona nom a un barri de Sant Martí Sarroca. Hi ha dades de la seva existència des del 1400.

## Masia
La masia de Can Lleó està situada dalt d'un turó, al costat de la carretera de Vilafranca a Sant Martí Sarroca. És un edifici de planta rectangular que consta de planta baixa, pis i golfes i que té a banda i banda de la façana dues grans torres. A la part posterior, hi ha una galeria amb arcs de mig punt i els interiors presenten elements d'interès. El conjunt es complementa amb dependències agrícoles i un baluard. La masia va ser molt modificada durant els segles xviii i xix.

## Capella

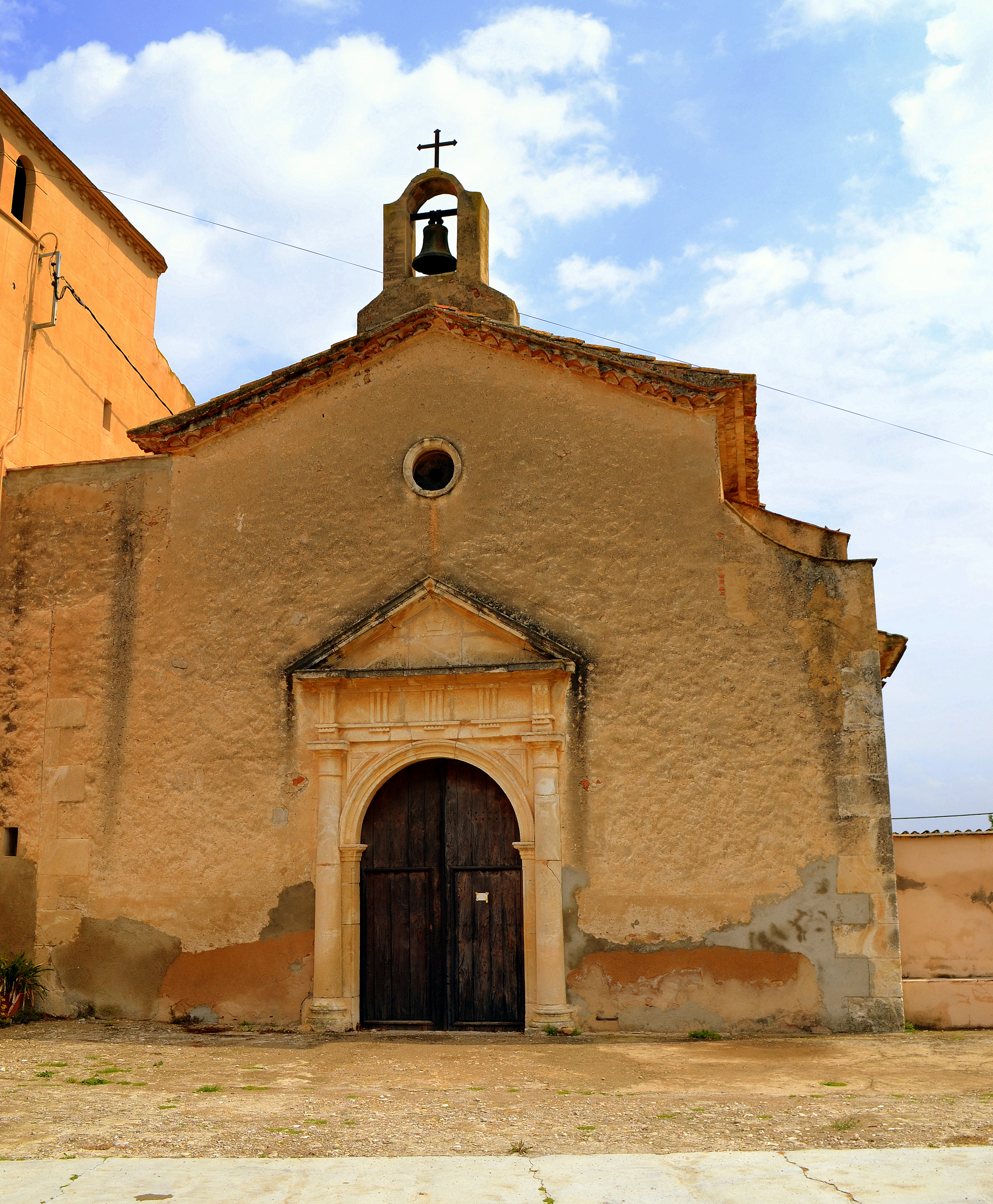
Capella del Roser

La capella del Roser, del segle xviii, està situada al costat de la masia. És un edifici d'una sola nau amb capelles laterals i absis de planta semicircular aixafada. La coberta és amb volta de canó amb llunetes i la teulada és a dues vessants. Té el cor situat sobre l'entrada i a l'absis, hi ha un retaule sota una gran petxina. La façana és d'estructura senzilla i presenta un porta d'accés de tipologia neoclàssica, amb frontó. A la part superior, hi ha un ull de bou i un petit campanar d'espadanya, d'una sola obertura. Durant la Guerra Civil va ser cremat un retaule barroc.